# Vojnik (Staro Nagoričane)
Vojnik es un pueblo ubicado en el municipio de Staro Nagoričane, en la región Noreste, Macedonia del Norte.

## Superficie
Posee una superficie de 1,770 kilómetros cuadrados.

## Demografía
Hasta 2021 la población era de 68 habitantes, con una densidad de población de 38,41 habitantes por kilómetro cuadrado.